# Inga obidensis
Inga obidensis är en ärtväxtart som beskrevs av Adolpho Ducke. Inga obidensis ingår i släktet Inga och familjen ärtväxter.

## Underarter
Arten delas in i följande underarter:
- I. o. obidensis
- I. o. pilosa